# Гильмутдинов, Гайфутдин
Гайфутдин Гильмутдинов (1913—1944) — сержант Рабоче-крестьянской Красной Армии, участник боёв на озере Хасан, советско-финской и Великой Отечественной войн, Герой Советского Союза (1944).

## Биография
Гайфутдин Гильмутдинов родился 13 января 1913 года в селе Смаиль (ныне — Балтасинский район Татарстана) в крестьянской семье. Получил начальное образование, работал в колхозе, затем шахтёром в городе Горловка Сталинской области Украинской ССР. В 1939—1940 годах проходил службу в Рабоче-крестьянской Красной Армии, участвовал в боях на озере Хасан и советско-финской войне. С июля 1941 года — на фронтах Великой Отечественной войны. Принимал участие в Сталинградской битве, Барвенково-Лозовской операции, освобождении Запорожской области. К октябрю 1943 года гвардии сержант Гайфутдин Гильмутдинов командовал пулемётным отделением 120-го гвардейского стрелкового полка 39-й гвардейской стрелковой дивизии 8-й гвардейской армии 3-го Украинского фронта. Отличился во время битвы за Днепр.
В ночь с 23 на 24 октября 1943 года отделение Гильмутдинова первым переправилось через Днепр в районе села Лоцкаменка (ныне — в черте Днепропетровска) и заняло огневые позиции. Гильмутдинов расставил своих подчинённых так, чтобы они обеспечили перекрёстный огонь. Отделение в составе роты успешно отражало вражеские контратаки, прикрывая переправу основных сил. В боях Гильмутдинов всегда находился на передовой.
Указом Президиума Верховного Совета СССР от 19 марта 1944 года за «мужество, отвагу и героизм, проявленные в борьбе с немецкими захватчиками» гвардии сержант Гайфутдин Гильмутдинов был удостоен высокого звания Героя Советского Союза. Награду он получить не успел, так как в июне того же года пропал без вести.

## Награды и звания
- Звание Герой Советского Союза.Указ Президиума Верховного Совета СССР от 19 марта 1944 года:
  - орден Ленина,
  - медаль «Золотая Звезда».
- Орден Отечественной войны II степени.
- Медаль «За отвагу».
- Медали СССР.

## Память
- Мемориальная доска в память о Гильмутдинове установлена Российским военно-историческим обществом на здании Смаильской средней школы Балтасинского района, где он учился.